# 단양 영천동굴
단양 영천동굴(丹陽 令泉洞窟)은 충청북도 단양군 매포읍 영천리, 갑산(해발 747m)의 동남사면 아래에 있는 동굴이다. 2017년 5월 12일 충청북도의 기념물 제164호로 지정되었다.

## 개요
단양 영천동굴(해발 220m)은 석회암 동굴로 소백산맥에 속한 단양과 제천의 경계를 이루고 있는 갑산(해발 747m)의 동남사면 아래에 자리하고, 총 연장 210m(미조사지역 미포함)의 주굴과 지굴 4개로 형성되어 있으며, 긴 수중동굴 구간이 있다.
동굴 주변 2km 내외에는 다수의 돌리네 현상(Solutional Doline)과 관련된 싱크홀(Sinkhole), 수직굴(Vertical Shaft), 우발라(Uvala), 카렌(Karren) 등 수많은 지표 카르스트 지형이 분포하고 있다.
동굴의 2차 생성물은 2개의 용식 클러스터링(clustering)으로 분포되어 있고, 대부분의 통로에 용식의 흔적이 경미한 특징을 가지고 있다. 영천동굴의 주굴과 지굴에서는 관박쥐, 개구리, 나방, 곱등이, 거미 등이 서식하고 있는 것으로 확인되었고 상당기간 동굴에서 생활하였음을 알려주는 유물이 출토되었다.

## 참고 자료
- 단양 영천동굴 - 국가유산청 국가유산포털